# Савой (Москва)
Гости́ница «Саво́й» (до 1914-го и в 1958—1988 годах — «Берли́н») — отель, построенный по заказу страхового общества «Саламандра» на пересечении улиц Рождественки и Софийки (ныне — Пушечной). Архитектором выступал Виктор Величкин, разработавший проект здания в неоклассическом стиле с ампирными декоративными элементами. После 1917 года гостиницу переоборудовали под общежитие, через четырнадцать лет здание передали в ведение всесоюзного общества «Отель». В 2005-м здание реконструировали, вернув первоначальное убранство номеров.

## Строительство и использование
В XVII веке пересечение улиц Рождественки и Софийки относилось к владениям Пушечного двора, который к 1739 году реорганизовали в Новый полевой артиллерийский двор и перенесли на свободную площадь у Красного пруда. Освободившиеся помещения на Рождественке переоборудовали под склады и к началу XIX века разобрали. Территория сильно пострадала во время пожара 1812 года и была выставлена на торги Комиссией о строении Москвы. В 1821-м новым владельцем участка стал полковник Алексей Васильевич Аргамаков. Во второй половине XIX века территория перешла по наследству к его внучке княгине Ольге Александровне Туркестановой.
В 1909 году угловую часть владения Туркестановой выкупило страховое общество «Саламандра». Через три года по проекту архитектора Виктора Величкина на этом месте возвели пятиэтажное здание гостиницы в стиле неоклассицизм. Вход в новый отель, получивший название «Берлин», располагался со стороны Рождественки. В здании также обустроили одноимённый ресторан, интерьеры которого оформили в стиле рококо по эскизам архитектора Петра Висневского при участии художника А. А. Томашки. Часть комплекса занимала контора страхового общества.

После Первой мировой войны гостиницу стали именовать «Савой». Новое название было связано с лондонским дворцом, переоборудованным в конце XIX века в популярный отель Savoy. Ряд исследователей полагает, что на выбор названия повлияло также соседство с рестораном «Альпийская роза», так как одна из французских провинций у подножья  Альп носит название Савойя. В 1917 году гостиницу реконструировали в общежитие Наркомата иностранных дел. К 1920-му строение заняло общежитие жилищно-земельного отдела Совета депутатов. Во время своего визита в Москву танцовщица Айседора Дункан останавливалась в здании, о чём журналист Илья Ильич Шнайдер вспоминал: 
В отеле «Савой», где Дункан остановилась, неблагоустроенном и частично даже разрушенном, оказались к тому же клопы и крысы. Дункан и ее спутницы ночью из отеля сбежали и прогуляли до утра по улицам, осматривая Москву.

В 1931 году здание на Рождественке перешло в ведение всесоюзного общества «Отель», созданного для обслуживания иностранных туристов. В этот период в ресторане регулярно выступал джазовый ансамбль «Московские ребята», учреждённый композитором Александром Цфасманом. В разное время комнаты общежития снимали революционер Яков Блюмкин, артисты Мэри Пикфорд и Дуглас Фэрбенкс, писатели Ромен Роллан и Анри Барбюс. Прозаик Джон Стейнбек так описывал свой номер: 
У нас была большая комната. Позже мы узнали, что этот номер был предметом зависти для людей, которые жили в других номерах «Савойя». Потолок — двадцать футов высотой. Стены покрашены в скорбный темно-зеленый цвет. В комнате был альков для кроватей с задергивающейся занавеской. Украшением комнаты был гарнитур, состоящий из дивана, зеркала, шкафа мореного дуба и большой картины до самого потолка.
На фоне улучшения отношений СССР и ГДР в 1958 году гостинице на Рождественке вернули прежнее название — «Берлин». Существует мнение, что холл отеля также украсили чучелом медведя, изображавшим герб столицы Германии. Однако по свидетельству Стейнбека, проживавшего в «Савое» в 1947 году, манекен животного был выставлен значительно раньше. В гостинице насчитывалось 39 апартаментов третьей категории и 44 номера люкс и первого класса. При организации действовали бюро обслуживания, химчистка, ремонт одежды и обуви, прокат автомобилей с водителем. Иностранцам предоставляли услуги гида, организовывали дегустационные туры по московским кафе. В зале ресторана разместили бассейн с фонтаном, где плавали живые рыбы. Некоторое время в заведении работал композитор Виктор Чайка. Драматурги Аркадий и Георгий Вайнеры упоминают ресторан в романе «Эра милосердия» 1975 года, также заведение описал Анатолий Рыбаков в трилогии «Дети Арбата».
В 1988 году началась масштабная реконструкция здания по проекту югославской фирмы «Шипад» из г. Сараево ("Šipad"). В работах принимали участие архитекторы Омер Бербер (Omer Berber) и Андрей Меерсон. В этот период восстановили оригинальные интерьеры и заведение снова стали именовать «Савой». В дальнейшем предприятие перешло в ведение русско-финляндской компании «Инфаотель». Среди постояльцев отеля в разное время числились футболист Диего Марадона, оперные певцы Монсеррат Кабалье и Лучано Паваротти, актёры Джейн Фонда, Ричард Гир, Стивен Сигал и другие.
В 2005 году интерьеры и фасады гостиницы обновили под руководством архитектора Леонардо Тониони. На базе гостиничного комплекса создали бизнес-центр, а номерной фонд сократили до шестидесяти восьми апартаментов. Один из залов переоборудовали под картинную галерею современных русских художников. В 2017-м «Савой» участвовал в фестивале «Московская весна», с балкона отеля давали открытые акапельные концерты.

## Архитектура
Здание гостиницы «Савой», выполненное в неоклассическом стиле, украшено лепными элементами в стиле ампир. Так, строение декорировано рельефными изображениями саламандры, рога изобилия, грифона, фараона, льва и ангела. Архитектор акцентировал срезанный угол строения полуротондой с колоннами ионического ордера, которую венчает балкон с балюстрадой. Изначально фасады были облицованы гранитными плитками мастерской М. А. Саари. Интерьеры гостиницы украсили аллегорическими панно и лепниной, в общих залах разместили скульптуры, выполненные в мастерской В. Л. Гладкова и В. А. Козлова. Расписной потолок ресторана декорировали зеркалами неправильной формы.